# Šilka (affluente dello Enisej)
La Šilka (in russo Шилка?) è un fiume della Russia siberiana orientale, affluente di destra dell'Enisej. Scorre nel Territorio di Krasnojarsk.
Il fiume scorre in direzione occidentale. Ha una lunghezza di 105 km e il suo bacino è di 1 570 km². Sfocia nell'Enisej a 2 230 km dalla foce.